# Achille Chavée
Pour les articles homonymes, voir Chavée.
Achille Chavée, né le 6 juin 1906 à Charleroi (province de Hainaut) et mort à La Hestre le 4 décembre 1969, est un poète belge de langue française. Il est une figure du surréalisme wallon hennuyer.

## Biographie
La famille d'Achille Chavée s'installe en 1912 à Marche-en-Famenne. Il est pensionnaire au collège Saint Roch à Ferrières pendant la guerre 14-18. La famille déménage en 1922 à La Louvière. Achille Chavée, expulsé de l'Institut Saint Joseph de La Louvière, entre à l'Athénée royal de Mons. Il entame des études de droit à Université libre de Bruxelles (1925) puis s'inscrit en 1930 au barreau de Mons. 
Il s'engage en 1927 dans l'action politique et fonde avec Walter Thibaut l'« Union fédéraliste wallonne » qui revendique l'autonomie culturelle et politique de la Wallonie. Il participe à la création de la revue La Bataille wallonne qui paraît en 1929. Il prend la défense des ouvriers et des mineurs après les grandes grèves débutées dans le Borinage et la région du Centre, ensuite étendues au bassin industriel wallon en 1932. 

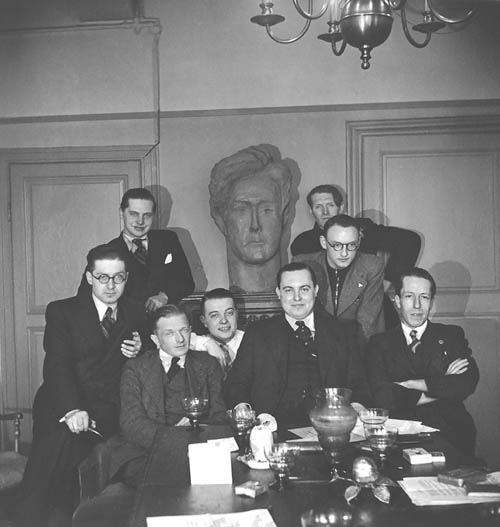
Membres de Rupture, le 8 mai 1938. 1er rg: Havrenne, Lorent, Bovy, Chavée. 2e rg: Deplus, Lefrancq. 3e rg: Michotte, Malva. Tête de Rimbaud par Van de Spiegele

En 1934, à La Louvière, chez Albert Ludé, futur chimiste, Chavée crée, avec André Lorent, bibliothécaire, et Marcel Parfondry, instituteur, le groupe Rupture dont l’engagement politique est la principale motivation. Fernand Dumont, invité aux premières réunions du groupe, le rejoint rapidement. En 1935, Chavée publie son premier recueil Pour cause déterminée et le premier (et unique) numéro de la revue Mauvais temps au sommaire duquel figurent Fernand Dumont, André Lorent, René Magritte, Constant Malva… La même année, Chavée collabore au Bulletin international du Surréalisme et cosigne  Le Couteau dans la plaie qui réunit pour la première fois le groupe surréaliste de Bruxelles : Magritte, Mesens, Paul Nougé, Louis Scutenaire, André Souris, et celui du Hainaut. Deux autres recueils de Chavée paraissent aux éditions Rupture : Le Cendrier de chair (1936) et Une fois pour toutes (1938).
En 1936, Achille Chavée rencontre André Breton et Paul Éluard à Paris. Il cosigne à Bruxelles le tract Le Domestique zélé qui marque l'exclusion du groupe belge du musicien André Souris. En novembre, il part pour l'Espagne et s'engage dans les Brigades internationales et combat sur le front d'Albacete. A son retour d’Espagne onze mois plus tard, il doit faire face à des accusations de participation en qualité d’auditeur militaire au système répressif mis en place par le parti communiste au sein des brigades. 
Il fait alors la connaissance de Pol Bury (1938). Après la dissolution de Rupture (fin 1938), il fonde, à Mons, Le Groupe surréaliste en Hainaut (le 1er juillet 1939), avec Fernand Dumont, Marcel Lefrancq, Armand Simon, Louis Van de Spiegele. En 1940, il collabore aux deux numéros de la revue L'invention collective créée par Magritte et Raoul Ubac. Résistant durant la Seconde Guerre mondiale et recherché par la Gestapo, il entre dans la clandestinité en 1941.
En 1945, Achille fonde à Mons « Haute nuit » avec Lefrancq, Van de Spiegele et Simon. Ce groupe proclame le rejet de tout dogmatisme, son hostilité au conformisme dans l'art et sa croyance en l'avant-garde. Chavée participe activement au mouvement du Surréalisme révolutionnaire. Il préside « Les amitiés belgo-soviétiques » jusqu'en 1955. Après la création des éditions Daily-Bul, il participe aux réunions des « Daily-Buliens » à Montbliart. En 1956, il fonde le groupe « Schéma » et adhère en 1961 au Mouvement populaire wallon. Achille Chavée collabore encore à plusieurs revues surréalistes belges (L'Invention collective, Le Ciel bleu, Le Salut public, Phantomas, Temps mêlés…) et publie une trentaine de recueils de poèmes.

## Œuvres

### Poésie
- 1935 : Pour cause déterminée, Bruxelles, René Henriquez.
- 1936 : Le Cendrier de chair, La Louvière, Cahiers de Rupture.
- 1938 : Une fois pour toutes, La Louvière, Cahiers de Rupture.
- 1940 : La Question de confiance, Mons, Groupe surréaliste en Hainaut.
- 1946 : D'ombre et de sang, La Louvière, Éditions du Boomerang, avec un dessin de Pol Bury.
- 1948 : Écorces du temps, Mons, Haute Nuit.
- 1948 : De neige rouge, Mons, Haute Nuit.
- 1948 : Écrit sur un drapeau qui brûle, Mons, Haute Nuit.
- 1949 : Au jour la vie, Mons, Haute Nuit.
- 1950 : Blason d'amour, Mons, Haute Nuit.
- 1951 : Éphémérides, Mons, Haute Nuit.
- 1952 : À pierre fendre, Mons, Haute Nuit.
- 1954 : Cristal de vivre, Mons, Haute Nuit.
- 1956 : Entre puce et tigre, La Louvière, Éditions de Montbliart.
- 1956 : Catalogue du seul, La Louvière, Éditions de Montbliart.
- 1957 : Les Traces de l'intelligible, La Louvière, Éditions de Montbliart.
- 1958 : Quatrains pour Hélène, Mons, Haute Nuit, avec un portrait de l'auteur par Freddy Plongin.
- 1958 : L'Enseignement libre, poème, notes, moralités, aphorismes. Mons, Haute Nuit, avec un portrait de l'auteur par lui-même.
- 1959 : Lætare 59, aphorismes, La Louvière, Daily-Bul.
- 1960 : Le Prix de l'évidence, Paris-Bruxelles, Bibliothèques Phantomas.
- 1961 : L'Éléphant blanc, La Louvière, Daily-Bul.
- 1962 : Poèmes choisis, Bruxelles-Paris, Anthologie de l'Audiothèque.
- 1963 : « Tendances nouvelles de la littérature et de l'art dans la région du Centre », dans la revue Rencontre, La Louvière, Cahiers de l'IPEL, no 1-2, janvier-juin.
- 1963 : Le Sablier d'absence, Bruxelles, Éditions Edda s.d.
- 1964 : Décoctions, La Louvière, Daily-Bul.
- 1965 : De vie et de mort naturelles, La Louvière, Éditions de Montbliart.
- 1966 : Adjugé, La Louvière, Daily-Bul, coll. « Les Poquettes volantes ».
- 1967 : L'Agenda d'émeraude, La Louvière, Éditions de Montbliart, avec quatre dessins d'Urbain Herregodts.
- 1969 : Ego-Textes d'Achille Chavée, précédés d'un Mélangeur de Pol Bury, poèmes et aphorismes (choisis par André Balthazar), La Louvière, Daily-Bul.
- 1969 : Le Grand Cardiaque, 1969, La Louvière, Daily-Bul.
- 1969 : Au demeurant, 1969, aphorismes, La Louvière, Daily-Bul.

### Publications posthumes
- 1974 : Décoctions II - Aphorismes, La Louvière, Daily-Bul, pour Les amis d'Achille Chavée.
- 1975 : 7 poèmes de haute négligence, La Louvière, Les amis d'Achille Chavée, illustrations d'Armand Simon.
- 1979 : Petit traité d'agnosticisme - Aphorismes, La Louvière, Daily-Bul.

### Discographie
- 1971 : Achille Chavée, disque microsillon 33 tours & livret.

Poèmes et aphorismes dits par l'auteur, Robert Delieu et Paul Louka, Musique de Paul Louka, La Louvière, Daily-Bul.
- 1979 : Achille Chavée vu par Daniel Sottiaux.

Coffret contenant un livret avec de nombreux fac-similés de documents et une cassette audio avec les voix d'Alexandre Von Sivers, Jean-Pol Ganty et Achille Chavée, Éditions Décembre-CEALI.

#### Ouvrages généraux
- 1972 : Christian Bussy, Anthologie du surréalisme en Belgique, Paris, Gallimard.
- 1979 : Marcel Mariën, L'Activité surréaliste en Belgique (1924-1950), Bruxelles, Lebeer-Hossmann.
- 1982 : René Magritte et le surréalisme en Belgique, musées royaux des beaux-arts de Belgique, Bruxelles.
- 1988 : Le Mouvement surréaliste à Bruxelles et en Wallonie (1924-1947), Paris, Centre culturel Wallonie-Bruxelles.
- 1996 : Irène, Scut, Magritte & C°, Bruxelles, musées royaux des beaux-arts de Belgique, 558 p.
- 2006 : Xavier Canonne, Le Surréalisme en Belgique, 1924-2000, Fonds Mercator, Bruxelles, 2006  (ISBN 978-90-6153-659-8) ; Actes Sud, Paris, 2007, 352 p  (ISBN 978-2-7427-7209-4).